# Cattedrale di Metz
La cattedrale di Santo Stefano (in francese Cathédrale Saint-Étienne) è la chiesa principale di Metz, in Francia. È la cattedrale dell'antica Diocesi di Metz.
È una delle più belle e maestose opere dell'architettura gotica di stile francese. Imponente nelle dimensioni, le sue volte, con un'altezza di 41,41 metri, sono, dopo le cattedrali di Beauvais (quasi 49 metri d'altezza) e di Amiens (42,30 metri), le più alte di Francia e fra le maggiori del mondo.
Impressiona per le sue vetrate, che, ricoprendo una superficie di ben 6.500 metri quadrati, rappresentano la più vasta opera di vetreria gotica d'Europa. Le hanno anche valso l'appellativo di Lanterne du Bon Dieu. Dal 16 febbraio 1930 è stata classificata, dal governo francese, come monumento nazionale e per questo inserita nella lista dei Monumenti storici di Francia.

## Storia e descrizione

### Il santuario di Santo Stefano (V-X secolo)

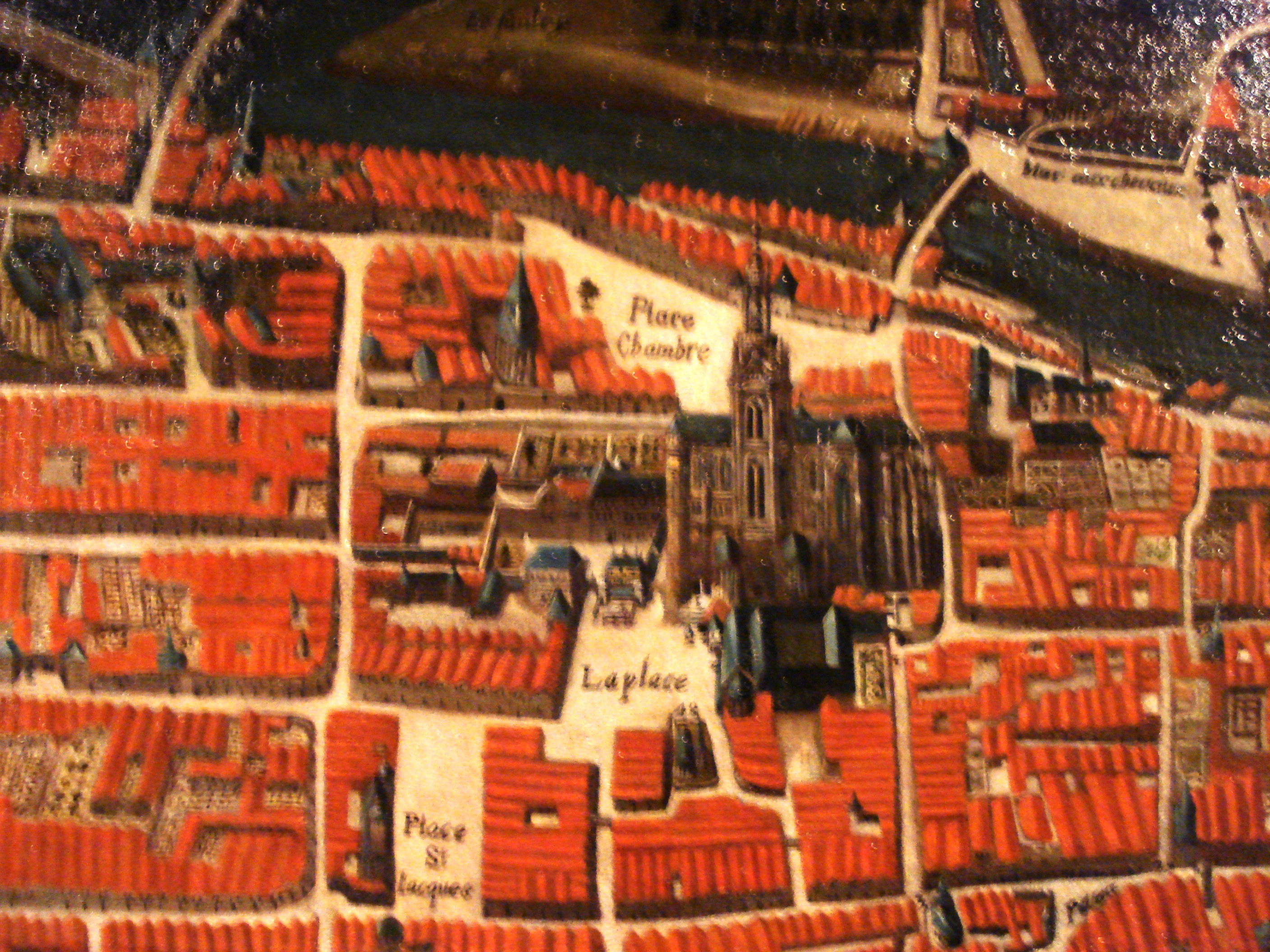
La cattedrale nel tessuto urbano alla fine del Rinascimento.

All'inizio del V secolo Metz fa parte del Sacro Romano Impero. In seguito alla scoperta delle Reliquie di Santo Stefano a Gerusalemme nel 415, il culto del Santo si sta largamente diffondendo in tutta Europa. In Francia numerose cattedrali gli saranno dedicate: Agde, Auxerre, Bourges, Cahors, Châlons-en-Champagne, Limoges, Meaux, Sens, Toul, Tolosa e per la maggior parte risalgono la loro fondazione proprio al V secolo.
Antica città della Gallia, Metz è sede di un Vescovado già nel III secolo, e da come testimonia Gregorio di Tours nella sua Historia Francorum, opera scritta nel 576 sulla Storia dei Franchi, nel luogo dell'attuale cattedrale vi si trovava un Santuario dedicato a Santo Stefano, Oratorium beati Stephani. È anche la sola costruzione risparmiata in città dal saccheggio degli Unni di Attila del sabato santo, il 7 aprile 451. L'oratorio di Santo Stefano sembra essere entrato nelle grazie divine tanto da parlare di miracolo. Diviene così popolare da accogliere la sede del vescovo, rappresentando la prima cattedrale di Metz.

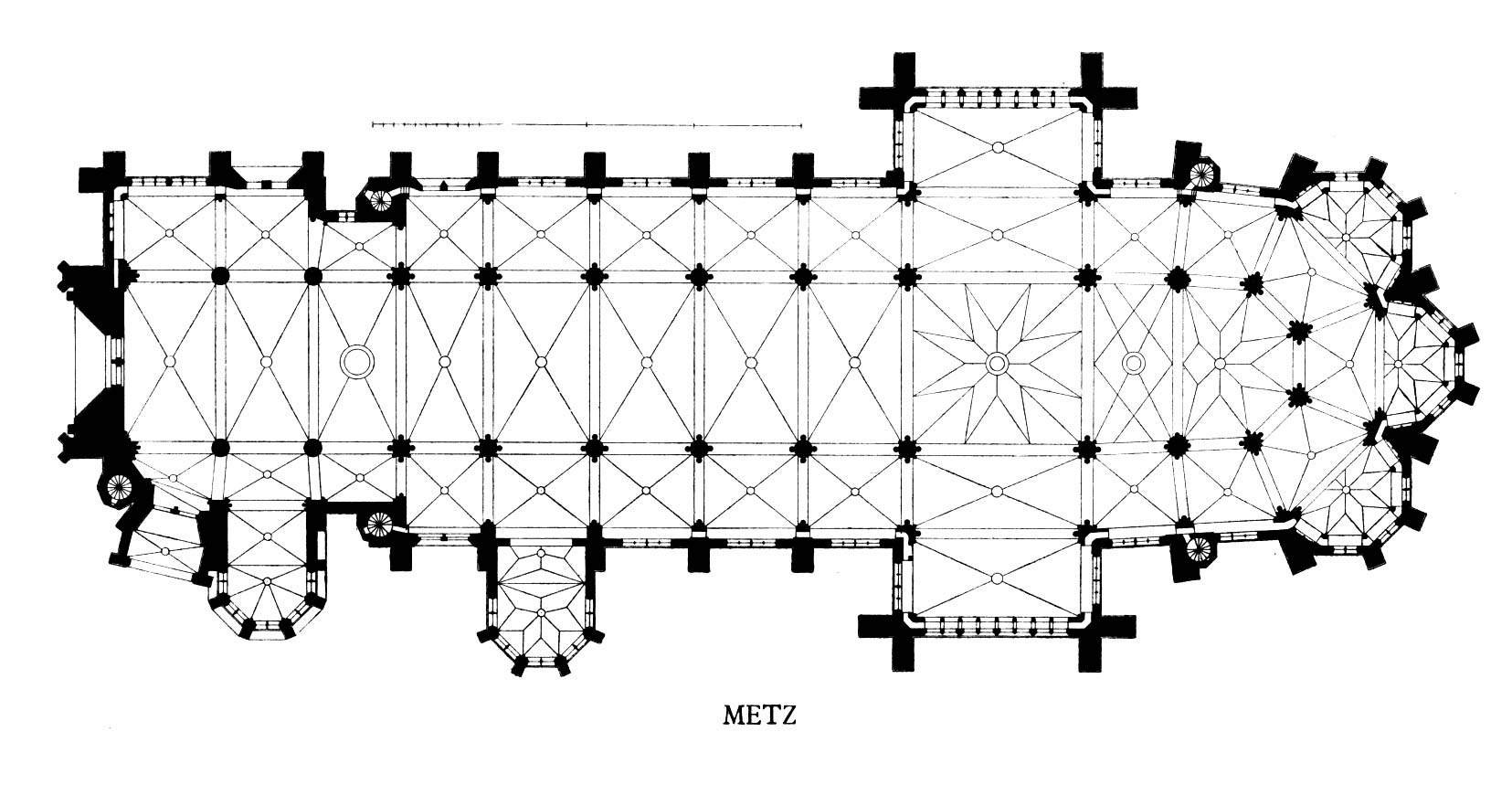
Pianta della cattedrale

Intorno al 784, Paolo Diacono, monaco benedettino longobardo, che soggiornerà alla corte di Carlo Magno e a Metz, scrive una Storia dei vescovi di Metz, secondo la quale Pipino il Breve donò aiuti al vescovo Crodegango (742-766) per i lavori al Santuario. Il 28 febbraio 835 Ludovico il Pio viene ristabilito sul trono imperiale con una solenne cerimonia nella cattedrale di Metz dal fratellastro il vescovo Drogone di Metz. Il 9 settembre 869 Carlo il Calvo vi è incoronato re di Lotaringia dall'arcivescovo Incmaro di Reims.

### La basilica ottoniana (X-XIII secolo)

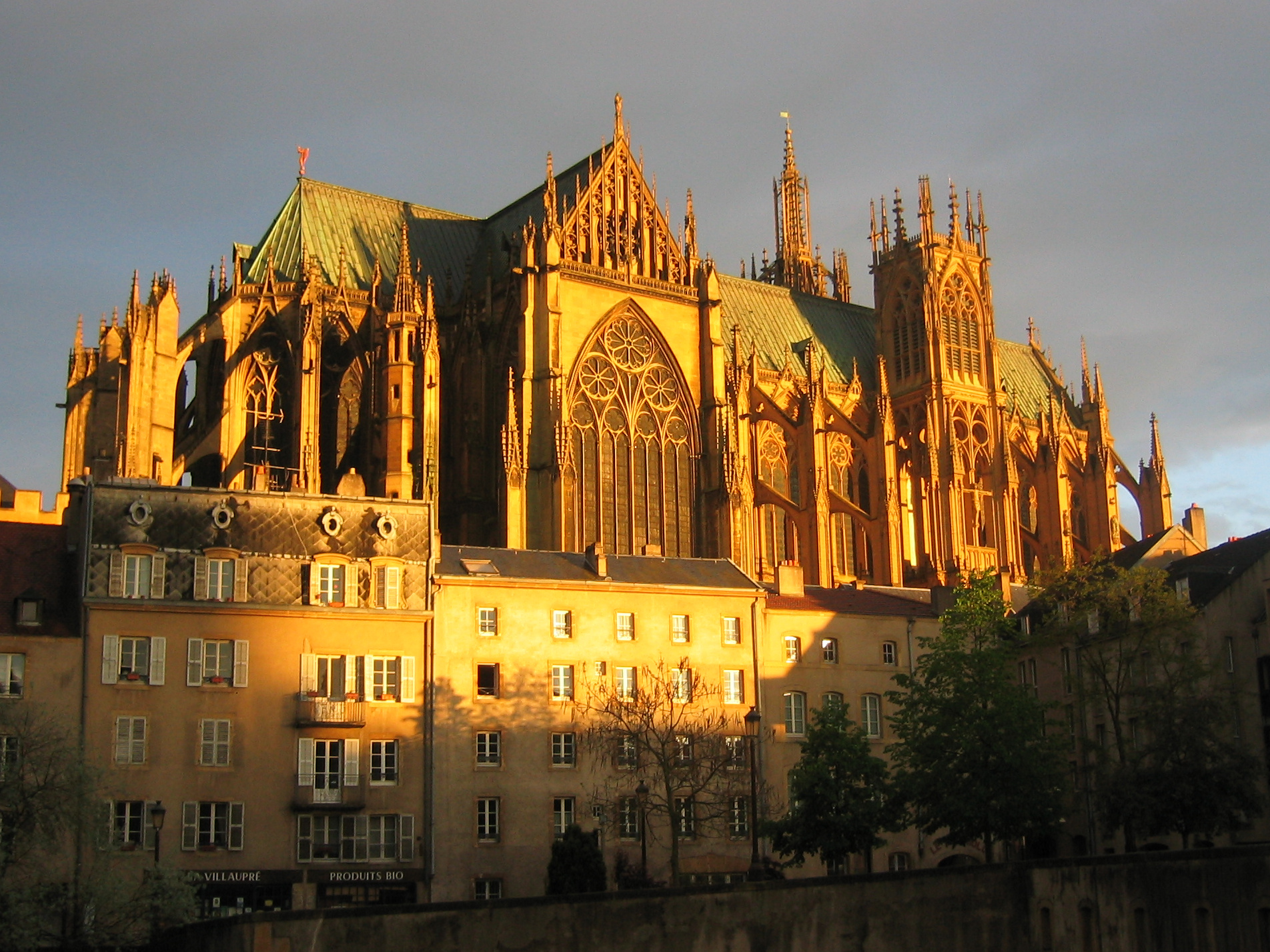
Vista della cattedrale

Tra il 965 e il 984 il vescovo Thierry I intraprende la ricostruzione del Santuario primitivo grazie alle donazioni degli imperatori Ottone I e Ottone II. L'opera venne terminata dal suo successore Thierry II e consacrata il 27 giugno 1040 in presenza del vescovo Gérard I di Cambrai.
Gli scavi eseguiti nel 1878-81 e nel 1914-15 sul pavimento della navata centrale e del transetto mostrarono le sue fondamenta, scoprendo che l'attuale cattedrale combacia quasi perfettamente con quelle strutture più corte di tre campate. Grazie a questi ritrovamenti è stato possibile ricostruire una visione dell'insieme dell'antica basilica secondo i canoni, proporzioni e geometrie dell'Architettura ottoniana.
La navata centrale alta circa 20 metri, affiancata da due laterali, si apriva sul transetto della stessa altezza. Presentava una lunghezza di 42 metri e una larghezza di 12. Due torri ne fiancheggiavano l'abside. Solo la facciata resta sconosciuta, seppure si sa che verso il 1186 vi venne addossata la costruzione semi-circolare della Collegiata di Notre-Dame. La basilica ottoniana si manterrà per circa due secoli dal suo completamento, quando venne sostituita con l'edificio attuale.

### La cattedrale gotica attuale

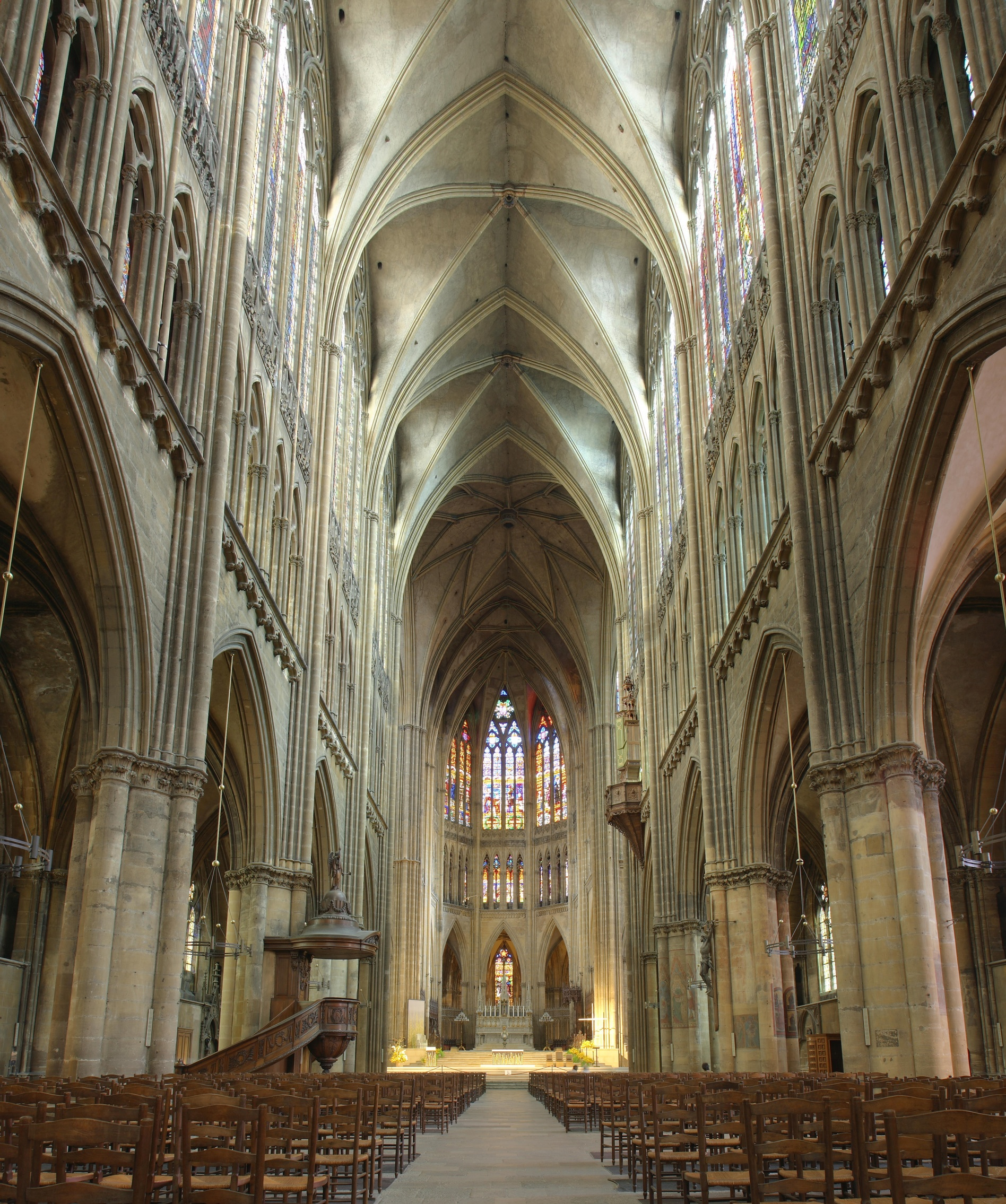
L'interno

Intorno al 1120, il vescovo Conrad de Scharfenberg intraprende la costruzione della nuova cattedrale dedicata a Santo Stefano. L'architetto Pierre Perrat ne disegnerà i progetti i cui lavori si protrassero per circa tre secoli fino ad esser terminata nel 1522.

La cattedrale attuale viene cominciata all'incirca nella stessa epoca delle grandi cattedrali francesi di Reims (1211), di Le Mans (1217), d'Amiens e Toul (1221). Fondamentalmente la costruzione si svilupperà in due fasi: la prima vede la ricostruzione delle navate e delle torri, evento molto insolito in quanto normalmente i cantieri iniziavano dal coro; la seconda si occuperà del transetto e del coro.

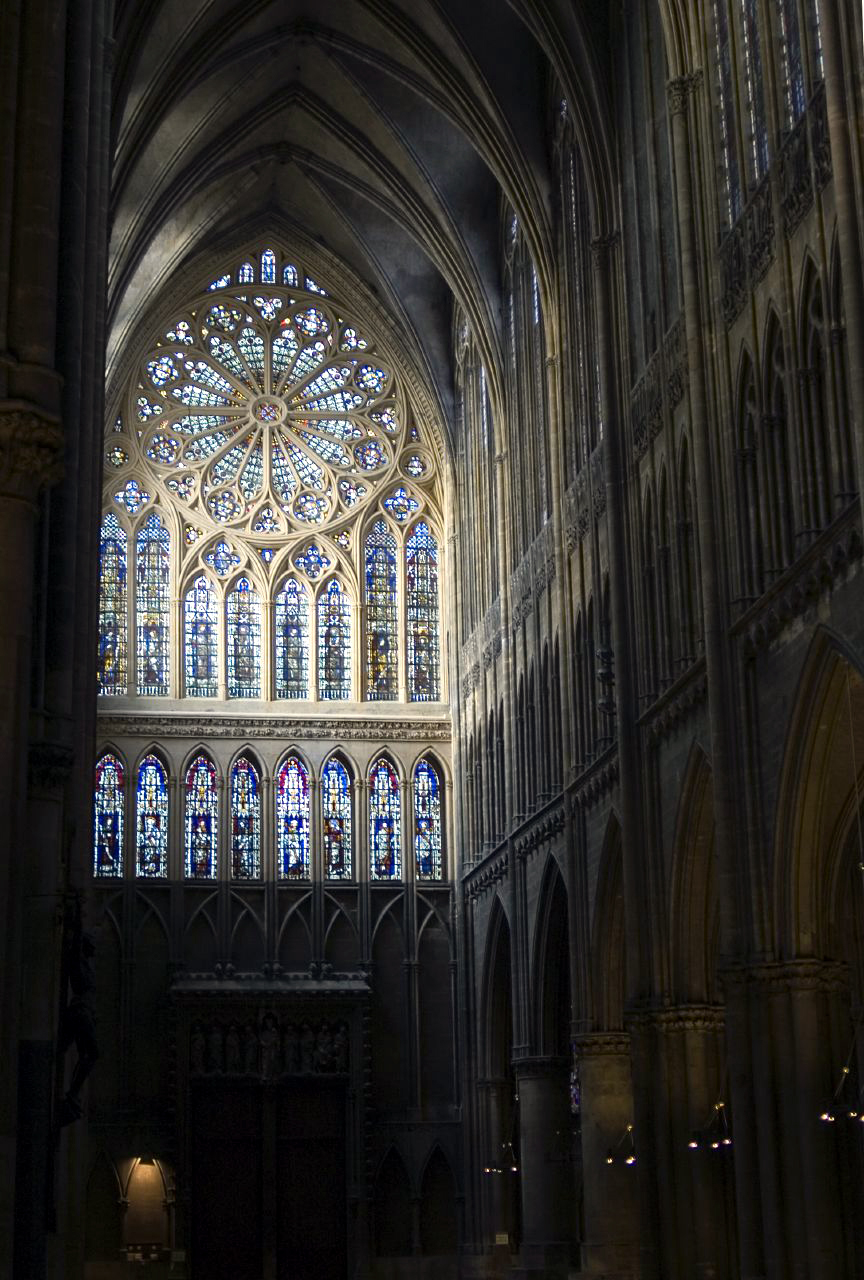
Vetrate della facciata, di Hermann de Münster

S'inizia con la demolizione, fino alle fondamenta, della navata ottoniana e con il conseguente elevamento dei muri delle navate e la posa delle basi dei pilastri. Il materiale usato è il calcare di Jaumont, una pietra locale con forti presenze ferrose, che le conferiscono il caldo color ocra. Sotto l'episcopato di Jacques de Lorraine (1239-1260), le parti del nuovo cantiere vengono già modificate. Lo slancio gotico deve essere la prima considerazione. Si decide anche di abbattere la collegiata di Notre-Dame per integrarla al nuovo stile della cattedrale. Questo innalzamento del progetto iniziale porta a una sproporzione fra le grandi arcate (12,50 m) e le finestre del cleristorio (19 m), inverse a quelle Amiens (18,20 m e 13 m).
Nella metà del XIII secolo si procede alla ricostruzione della collegiata di Notre-Dame, conservandone però i pilastri rotondi già allineati alla vecchia navata ottoniana e che oggi costituisce ancora le prime tre campate della cattedrale. Nella seconda metà del XIII secolo le due elaborate torri della cattedrale sono terminate. I fondi sembrano non bastare all'ambizioso progetto, così verso il 1330 viene fondata la Confrérie de Sainte-Marie et de Saint-Étienne (Confraternita di Santa Maria e Santo Stefano), con lo scopo di raccogliere nuovi soldi con le offerte dei fedeli, vendita delle indulgenze, ecc. I finanziamenti non sono cospicui e ciò provoca un'intermittenza continua del cantiere, che comunque vede finire la copertura del tetto nella metà del XIV secolo e la costruzione della quinta cappella destra grazie alla donazione del vescovo Adhémar de Monteil.
Nel 1356 l'imperatore Carlo IV, venuto a Metz per promulgare la Bolla d'oro, viene accolto nella cattedrale. La prima campagna dei lavori può dirsi terminata con la volta della navata, di 41,41 metri, nella corsa ai record gotici. Durante questo periodo viene abbattuta anche la parete che ancora divideva la cattedrale dalla collegiata di Notre-Dame, con il seguente abbassamento del pavimento di quest'ultima al livello della cattedrale. Ciò spiega lo scorticamento dei pilastri delle prime tre campate.

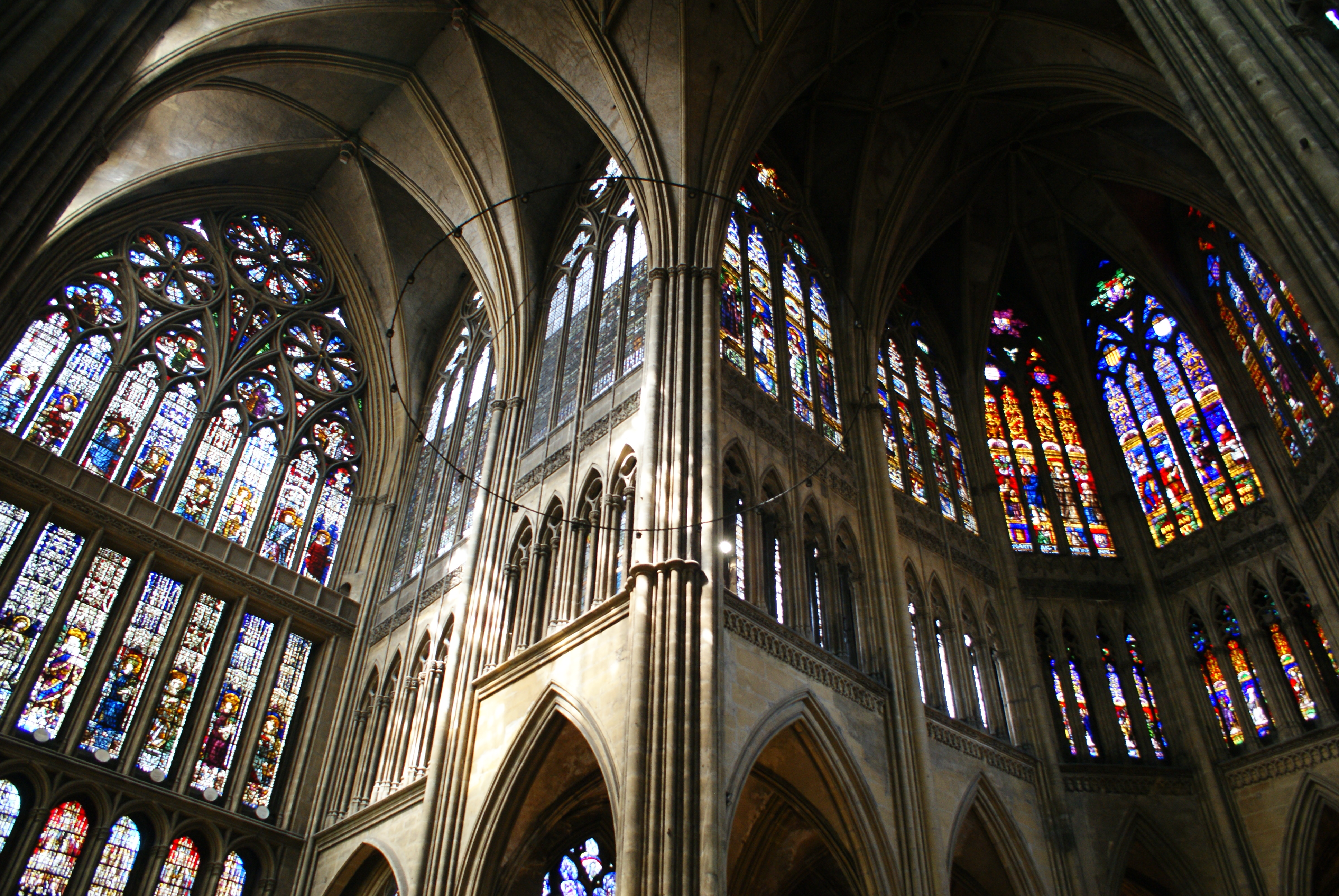
Le vetrate del transetto nord di Théobald de Lixheim

Nel 1468 un incendio distrugge il tetto. Questo episodio spingerà i cittadini a ricostruire anche la parte superiore della Tour de la Mutte, la torre sud che fungeva anche da beffroi municipale. Così come la torre nord, detta "del Capitolo", era da lungo tempo coperta da un coronamento ancora ligneo che verrà sostituito con uno in muratura. Inoltre il beffroi riceverà la flèche gotico fiammeggiante da Hannes de Ranconval tra il 1478 e il 1481, che la porterà a un'altezza di 88 metri.
Nel 1473 l'imperatore Federico III d'Asburgo e suo figlio Massimiliano I assistono alla messa nella cattedrale. La cattedrale si presentava allora come un edificio composito, dove la nuova navata gotica era addossata all'antico coro della basilica ottoniana.
Il cantiere si anima di nuovo nel 1486 con l'abbattimento e ricostruzione del transetto nord nello stesso stile delle navate. Si può dire che la seconda fase costruttiva è iniziata. Il braccio nord del transetto sarà finito entro il 1504, con la posa delle vetrate di Théobald de Lixheim. La demolizione delle vestigia ottoniane procedono per il coro e le sue due torrette e in seguito nel braccio sud del transetto, iniziato nel 1508 e terminato entro il 1521, data della posa delle prime vetrate di Valentin Bousch. La cattedrale viene ufficialmente consacrata l'11 aprile 1552. Questa data formalmente chiude sia la seconda fase di costruzione che l'intero cantiere, anche se ammodernamenti e rifacimenti continuano fino al XIX secolo.

### Rinnovamenti e restauri

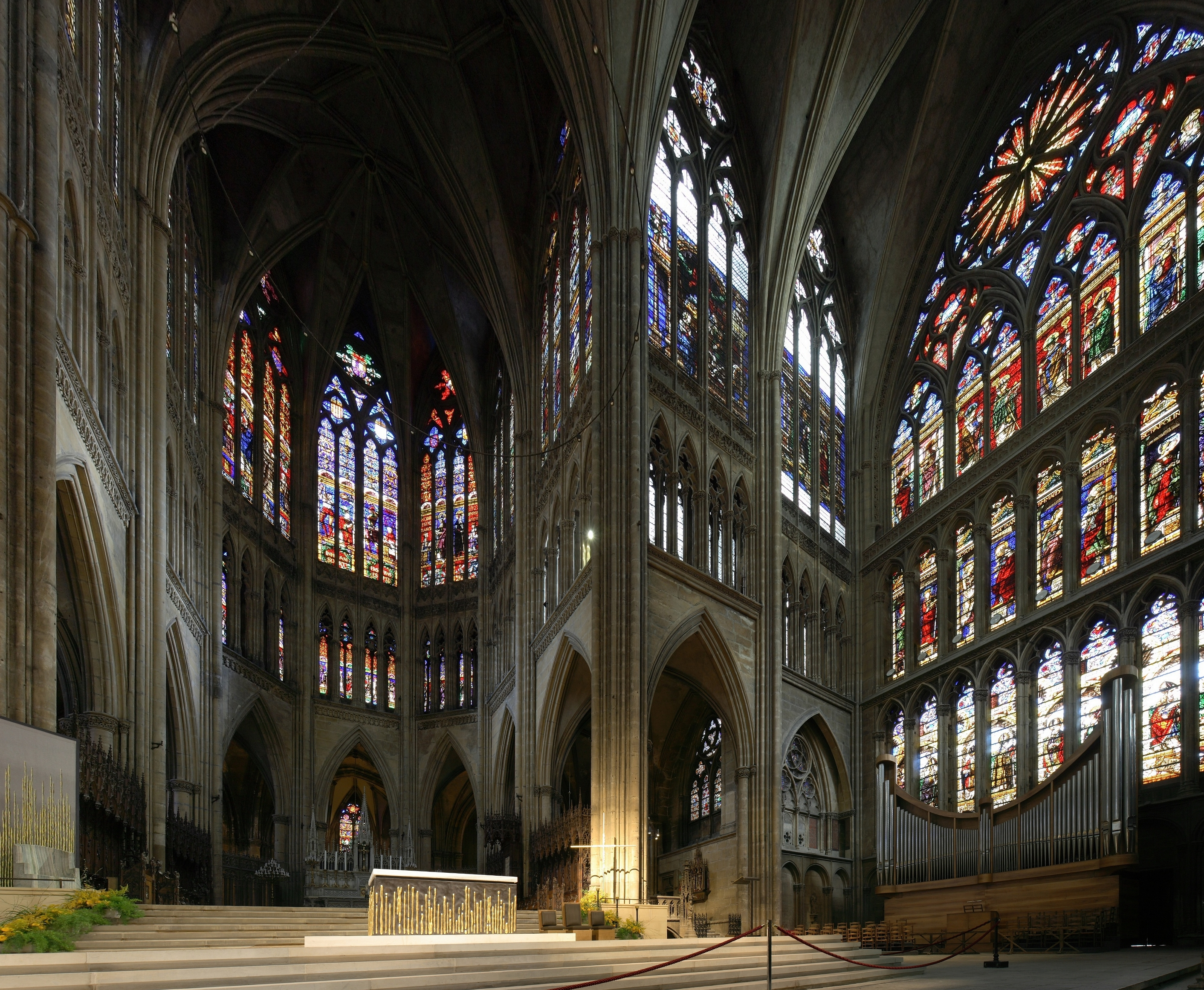
Vetrate del coro e del transetto sud di Valentin Bousch

Nella seconda metà del XVIII secolo, deluso di non poter competere con la vicina Nancy, che si è appena dotata di una superba Piazza Reale, e anche perché lo stile gotico non è più alla moda nel XVIII secolo, il maresciallo de Belle-Isle, governatore dei Tre Vescovadi di Metz, Toul e Verdun, decide di costruire anche in città una Place Royale degna del tempo. Nonostante le proteste del Capitolo, fa liberare i dintorni della cattedrale con la distruzione del chiostro e delle chiese di San Pietro Vecchio, San Pietro Maggiore e della cappella dei Lorenesi. Ma niente vi viene costruito. L'architetto Jacques-François Blondel, protetto dal duca di Choiseul, allora impegnato a Metz nella ricostruzione dell'Abbazia di San Luigi, presenta un progetto che comprende la creazione di vie e piazze, la ricostruzione del Municipio, del Parlamento di Lorena e del Palazzo vescovile. Ne risulta un'opera dalla maturità e esperienza inedite per Blondel, in seguito ritenuta come rinnovatrice dell'insegnamento architettonico.
Intrapresi i lavori nel 1762, il cantiere della Place d'Armes, della Place de Chambre e della Place du Marché smantella il tessuto medievale sui tre lati della cattedrale, e quest'ultima viene "riabbigliata" da Blondel con parti classicheggianti, un porticato corre per tutto il suo perimetro e s'incentra nella facciata, dove viene posto un massiccio portale.
Nel 1877 i fuochi d'artificio organizzati in onore dell'imperatore Guglielmo I, provocano un incendio con la totale distruzione dei tetti, fortunatamente senza recar alcun danno all'interno. L'antica carpenteria in legno e il rivestimento d'ardesia vengono rimpiazzati nel 1880-82 con una copertura a lastre di rame, che risulterà 4,5 metri più alta, con conseguente squilibrio delle forme a discapito soprattutto dello slancio delle torri. Con questi lavori si approfitta di un restauro generale della cattedrale, dove fra il 1878 e il 1887 si rimuove tutto l'apparato classico aggiunto da Blondel, nel 1883-86 si fa la decorazione del frontone della facciata e si aggiungono i pinnacoli sui lati. Infine venne creato nel 1880-85 il portale laterale sud, prima mascherato dalle arcate classiche di Blondel, e demolito il portale della facciata sostituito con l'attuale portico neogotico.

## Interno
Con pianta a croce latina, alto e slanciato, è diviso in tre navate da pilastri cruciformi formati da un grande pilastro centrale rotondo, rafforzato da quattro più piccoli. L'altezza delle volte, acutissime, è notevole (41,41 m), incrementata nell'effetto visivo dalla contenuta larghezza della navata centrale. Sopra il livello delle arcate corrono il triforio, a bifore, e il cleristorio completamente svuotati delle pareti in muratura e dotati di amplissime superfici vetrate che aumentano a dismisura nel coro e soprattutto nelle testate del transetto. Il coro è cinto da deambulatorio e cappelle radiali.

### Vetrate
Tutta la struttura della cattedrale è ridotta al minimo delle murature costituite dai costoloni dei pilastri, parapetti e archi. Entro le aperture sono posti leggiadri schermi trasparenti costituiti dalle preziose vetrate. Con i suoi quasi 6.500 m² di superficie costituiscono la più grande vetreria gotica d'Europa. Le vetrate creano un così speciale effetto che ha valso alla cattedrale l'appellativo di Lanterne du Bon Dieu; vanno dal XIII al XVI secolo quelle delle navate, del coro e dei transetti, fino a qualche esemplare del XX secolo.
- XIII secolo: le più antiche vetrate, duecentesche, si trovano lungo le navate laterali, fra cui nell'ultima cappella sinistra vi è la rosa dell'Incoronazione proveniente dal coro della collegiata di Notre-Dame-la-Ronde. Nel transetto sud, a sinistra dell'organo, si trova un'altra vetrata duecentesca, sulla Vita di San Paolo, proveniente dall'antica chiesa di San Paolo che fece parte del complesso della cattedrale e fu demolita nel XVIII secolo.
- XIV secolo: in controfacciata, sopra il portale, si spiega la grande vetrata occidentale con una superficie di 350 m². È incentrata sulla rosa di 11 metri di diametro e fu realizzata nel 1384 da Hermann de Münster (Münster?, c.1330 - Metz, 1392). Il programma iconografico illustra il rapporto tra i simboli degli Apostoli e le loro prefigurazioni nell'Antico Testamento. Prova della sua notorietà e della riconoscenza dei canonici, Hermann de Münster vide avvalersi il privilegio di poter essere inumato nella cattedrale, ai piedi del suo capolavoro. Un epitaffio, nella prima campata sinistra, porta questa scritta:

CI DEVANT GIST
MAISTRE HARMAN LI VALRIER
DE MÜNSTERE AN WAILTEFALLE
ET FIST LE GRANT OZ DE CEANS
QUI MORUT LE JOR DE LA NOSTRE DAME
EN MARS M.CCC.IIIIXX et XII.

- XVI secolo: Le vetrate del transetto. Nella testata nord si apre la magnifica vetrata di Théobald de Lixheim, datata 1504. La rosa in cima raffigura l'Incoronazione della Vergine, che sormonta i quattro Evangelisti posti nei quadrilobi. I tre livelli al di sotto raffigurano, nel primo registro superiore otto Santi, in quello intermedio otto Sante, e nel livello inferiore otto Apostoli, con le parole del Credo ai loro piedi e le scene del loro martirio. In basso al livello intermedio corre una banda a fondo blu con l'iscrizione:

HOC OPUS PER THEOBALDUM DE LYXHEIM VITRIARIUM PERFECTUM EST ANNO DOMINI MCCCCCIV.

Il Coro e il braccio sud del transetto sono stati vetrati da Valentin Bousch (Strasburgo, fine XV secolo - Metz, 1541). Suo capolavoro è la fronte del transetto, eseguita tra il 1521 e il 1527. Antecedenti sono le vetrate della parte alta del coro, e sue opere anche alcune delle cappelle radiali, da lui firmate. La sua attività come mastro vetraio alla cattedrale è attestata a partire dal 1514, dove diverrà titolare dal 1520 alla sua morte nel 1541. Il suo stile è di chiara influenza tedesca, con particolare riferimento a Hans Baldung, che probabilmente conosceva.
- XX secolo: In seguito alla Seconda guerra mondiale qualche vetrata viene distrutta e se ne provvide al rifacimento. Soprattutto emergono le opere di Marc Chagall, che nel 1959 dipinge i cartoni di due vetrate del deambulatorio nord con soggetto l'Antico Testamento, eseguite dall'atelier di Simon-Marq à Reims. Chagall nel 1963 fa un'altra vetrata Eva e la Mela.

### Organi a canne

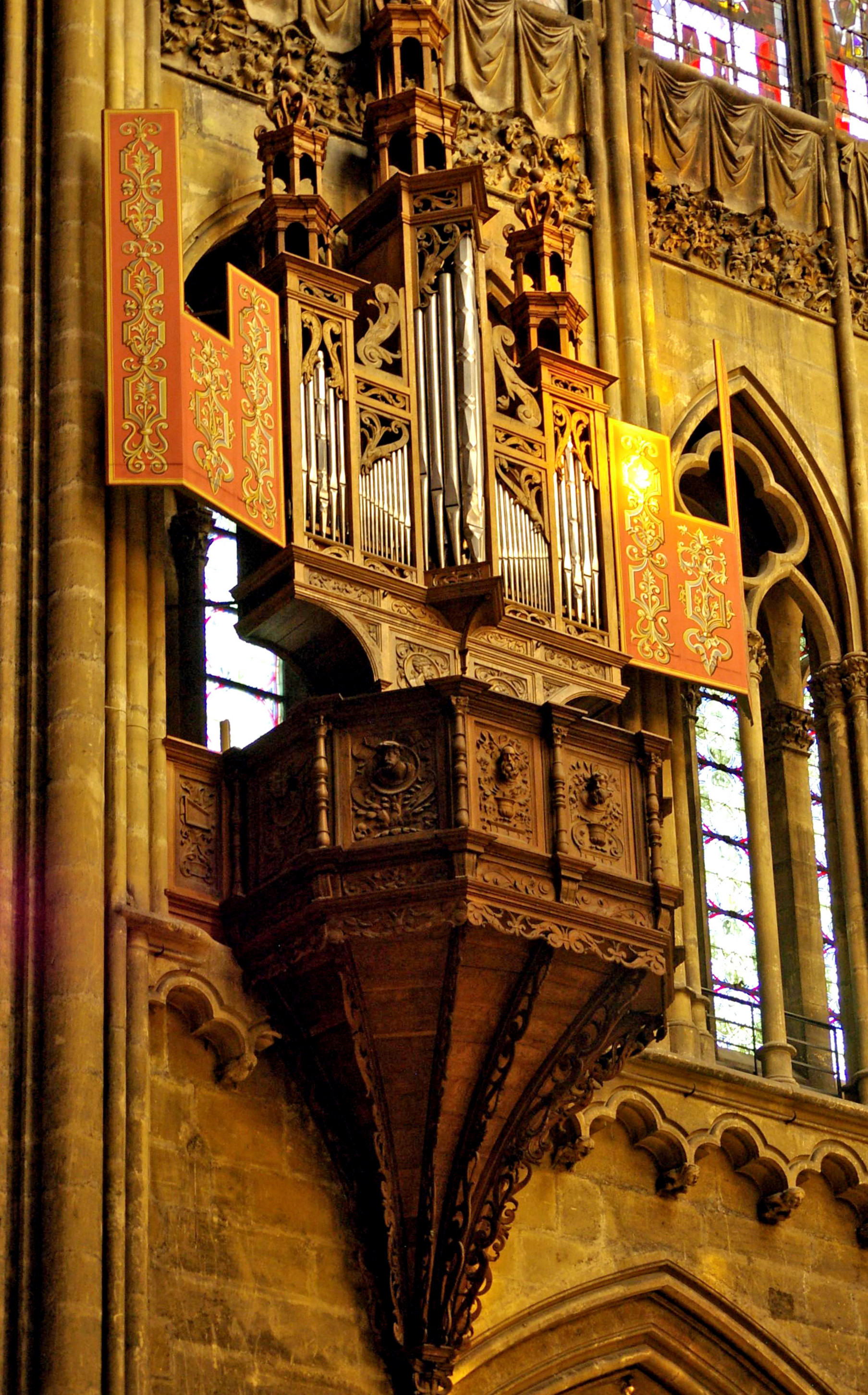
L'organo della navata

Nella cattedrale si trovano quattro organi a canne.
A ridosso della parete destra dell'ultima campata della navata centrale, su una cantoria lignea "a nido di rondine" posta all'altezza del triforio, vi è uno strumento realizzato nel 1981 da Marc Garnier, frutto della ricostruzione filologica di un più antico organo realizzato nel 1536-1538 da Johann von Promsfeldt, di Treviri, successivamente più volte modificato e ricostruito, del quale mantiene la cassa con portelle e una canna. È a trasmissione integralmente meccanica e dispone di 11 registri; la sua consolle è a finestra, con due tastiere di 45 note ciascuna ed entrambe con prima ottava scavezza e una pedaliera di 11, anch'essa con prima ottava scavezza.
Un secondo organo a canne è collocato a pavimento nel transetto, a ridosso della parete di fondo del braccio di destra; risale al 1967-1970 ed è opera della ditta Haerpfer-Erman. Ha 27 registri e trasmissione elettrica, e dalla sua consolle (a due tastiere e pedaliera) si può comandare anche l'organo del coro; quest'ultimo è situato alle spalle dell'altare dell'abside, è l'opus 192/162 di Aristide Cavaillé-Coll (in seguito più volte modificato) ed ha 28 registri su due manuali e pedale.
Nella cripta vi è un organo di Charles Mutin, risalente al 1905, con 7 registri interamente racchiusi entro cassa espressiva.

## Dimensioni
| Lunghezza esterna: 136 m                    |
| Lunghezza interna: 123,20 m                 |
| Larghezza della facciata: 33 m              |
| Altezza delle volte: 41,41 m                |
| Larghezza della navata centrale: 15,60 m    |
| Larghezza del transetto: 16,34 m            |
| Diametro del rosone della facciata: 11,25 m |
| Altezza della Tour du Chapitre: 69 m        |
| Altezza della Tour de Mutte: 88 m           |
| Superficie dell'edificio: 3.500 m²          |
| Superficie delle vetrate: 6.496 m²          |

## Galleria d'immagini

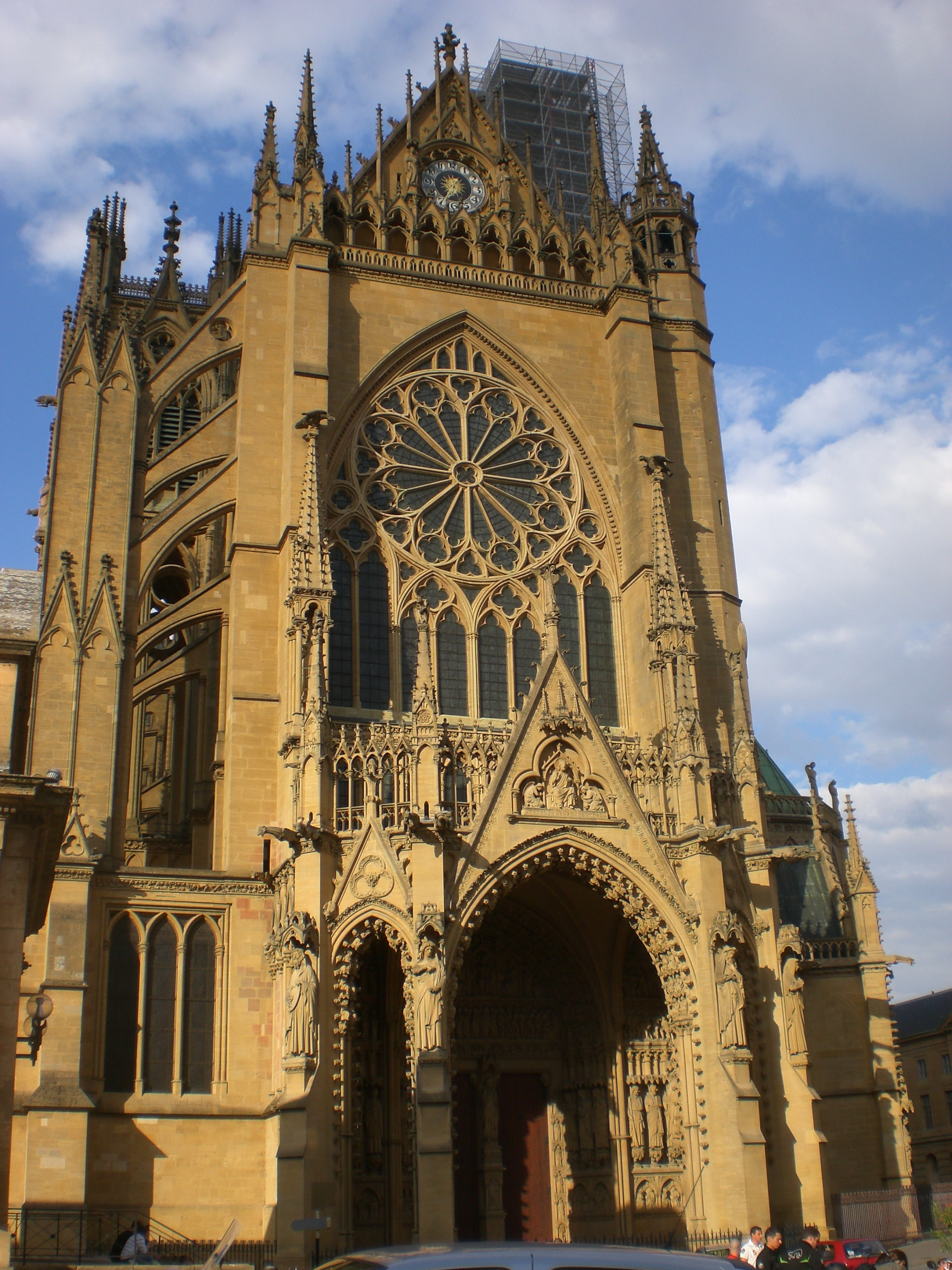
Facciata
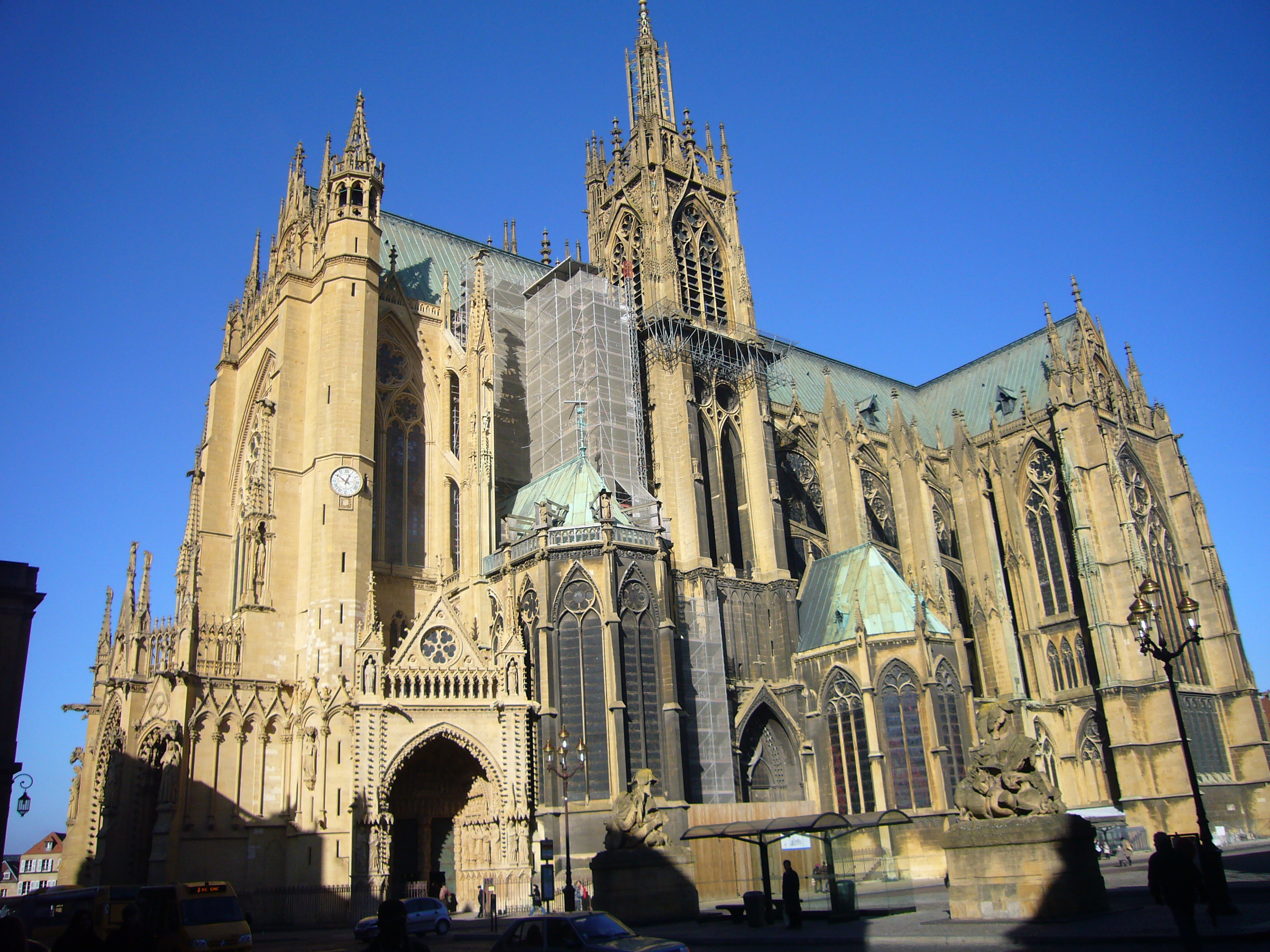
il lato sud con la Tour de la Mutte
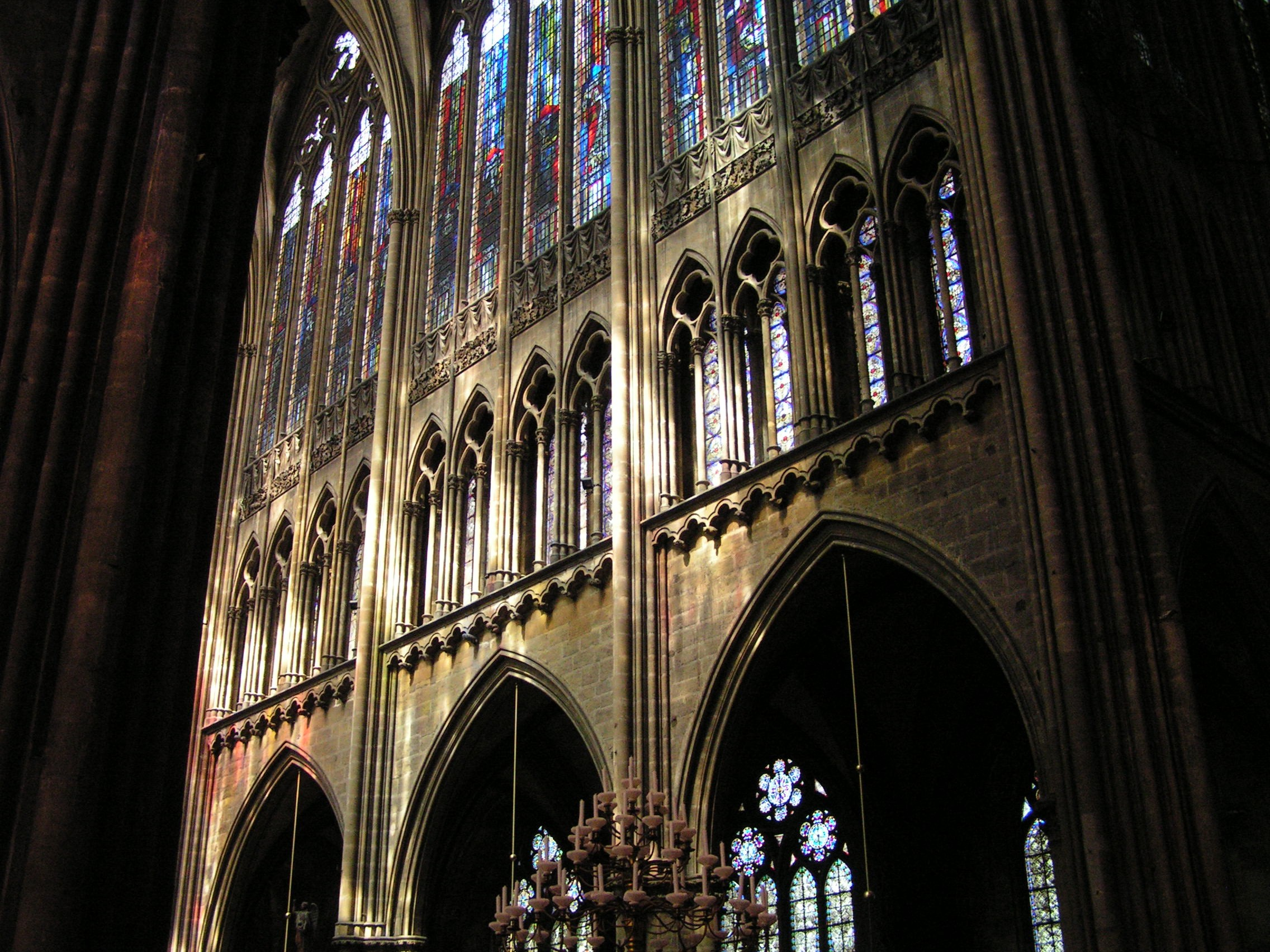
veduta della navata
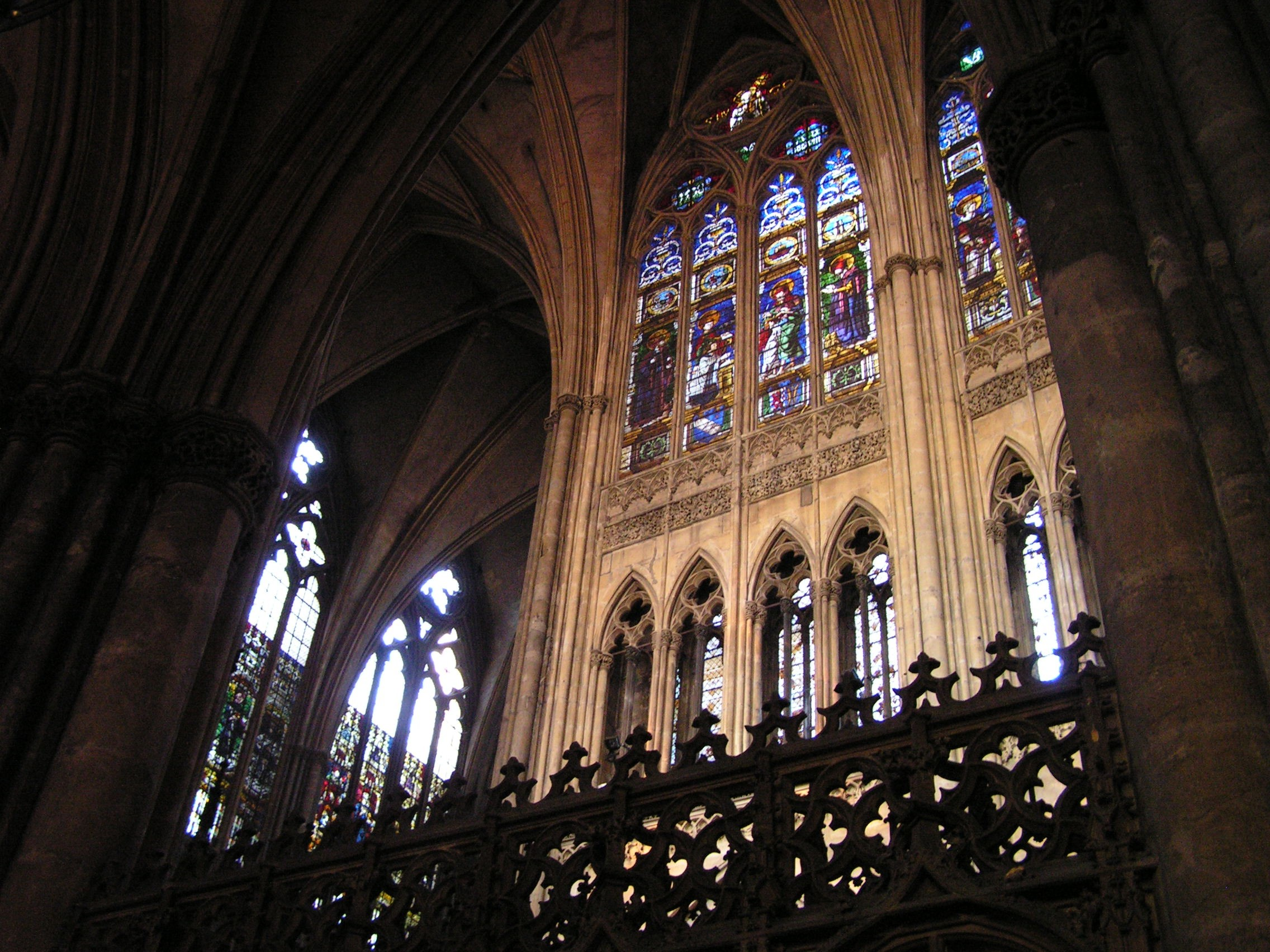
particolare del coro
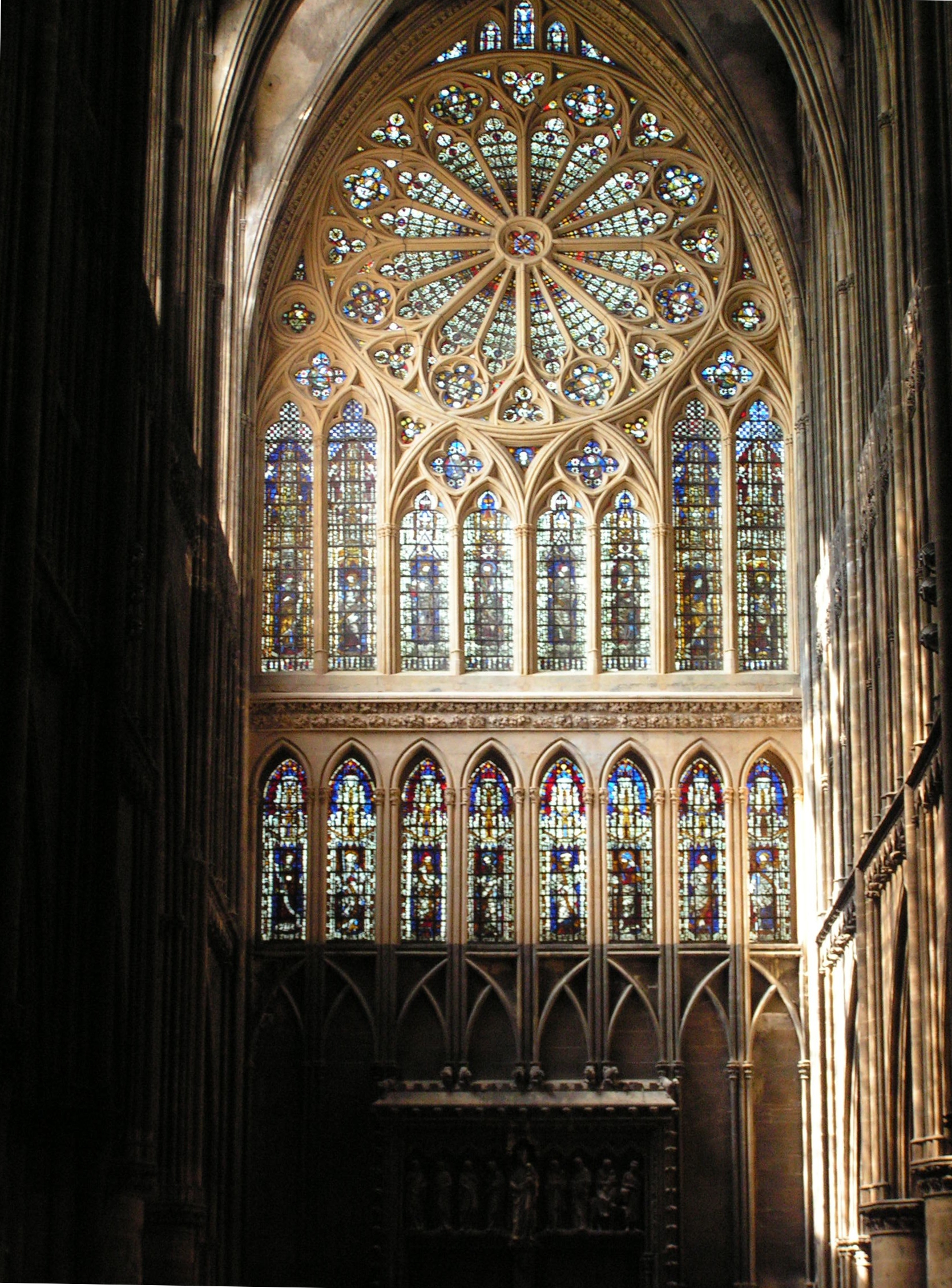
la controfacciata
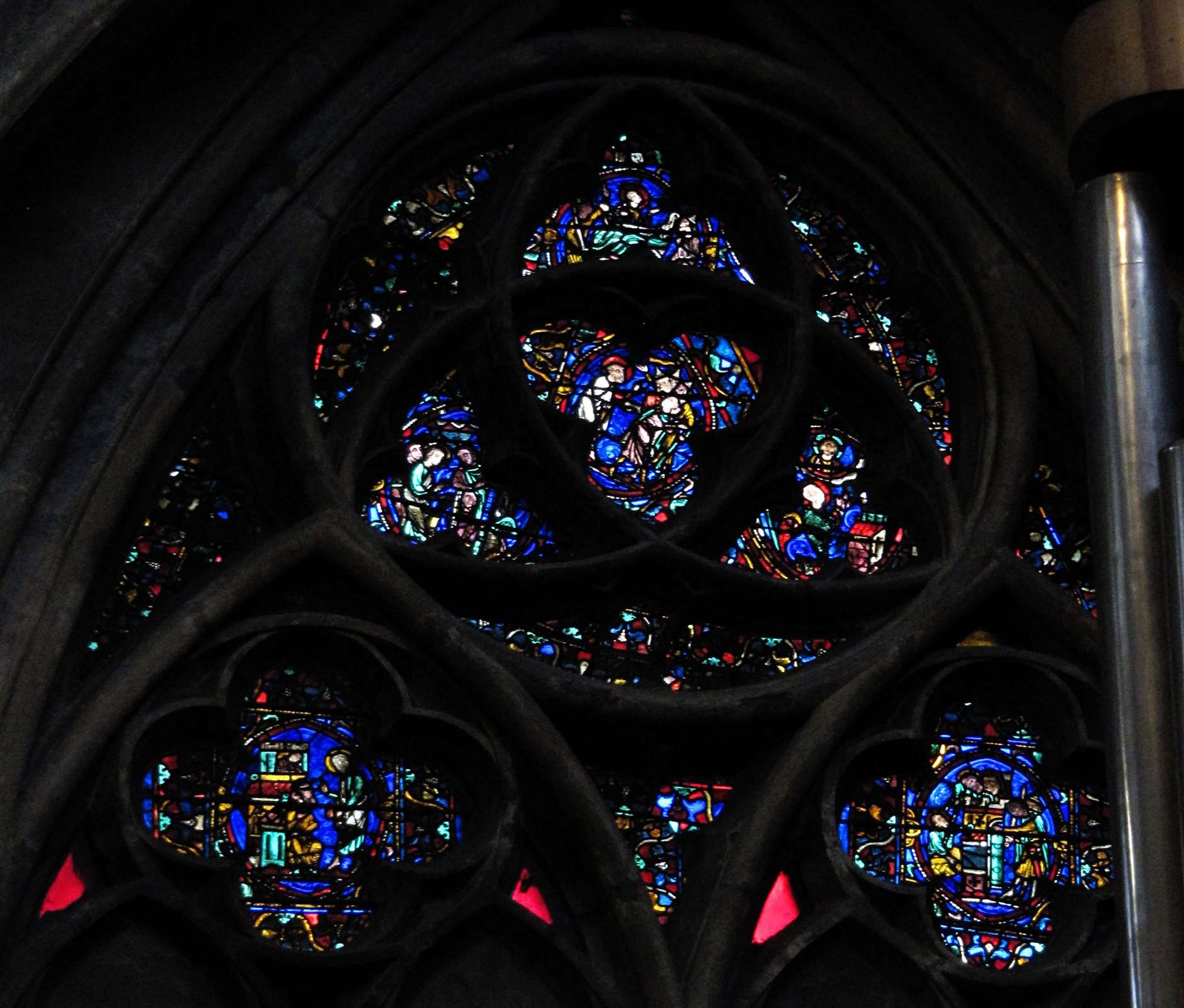
vetrata con la Vita di san Paolo, XIII secolo